# 硝酸钇
硝酸钇是一种无机化合物，化学式为Y(NO3)3。它的受热分解经YONO3，最终生成Y2O3。

## 制备
硝酸钇可由氧化钇和硝酸反应得到：
Y2O3 + 6 HNO3 → 2 Y(NO3)3 + 3 H2O